# Sandrine Aubert
Sandrine Aubert (Échirolles, Isère; 24. studenog 1984.) francuska je alpska skijašica.

## Pobjede u svjetskom kupu
Aubert ima četiri pobjede u Svjetskome kupu, među kojima je i pobjeda 2010. na zagrebačkome Sljemenu na trofeju Snježna kraljica.
| Sezona        | Datum              | Mjesto       | Disciplina |
| ------------- | ------------------ | ------------ | ---------- |
| 2008. – 2009. | 7. ožujka 2009.    | Ofterschwang | Slalom     |
| 2008. – 2009. | 13. ožujka 2009.   | Åre          | Slalom     |
| 2009. – 2010. | 13. prosinca 2009. | Åre          | Slalom     |
| 2009. – 2010. | 3. siječnja 2010.  | Zagreb       | Slalom     |

## Vanjske poveznice
- Službena stranica Sandrine Aubert  Arhivirana inačica izvorne stranice od 6. siječnja 2010. (Wayback Machine) (fr.)
- Profil na Ski-DB (engl.)

### Ostali projekti
|  | Zajednički poslužitelj ima još gradiva o temi Sandrine Aubert |